# Liste der Bodendenkmäler in Meinerzhagen
Die Liste der Bodendenkmäler in Meinerzhagen führt die Bodendenkmäler der sauerländischen Stadt Meinerzhagen auf (Stand: April 2021). 

## Denkmäler
| Nummer | Lage         | Beschreibung                                                                    | Denkmal seit      | Bild |
| ------ | ------------ | ------------------------------------------------------------------------------- | ----------------- | ---- |
| 35     | Echternhagen | Verhüttung Echternhagen                                                         | 2. Februar 2004   |      |
| 36     | Schleipetal  | Osemundhammer Schleipetal                                                       | 27. August 2004   |      |
| 39     | Rothenstein  | Hohlwege an der Lister-Quelle, südlicher Teil                                   | 21. April 2005    |      |
| 40     | Nocken       | Hohlwege an der Lister-Quelle, nördlicher Teil                                  | 7. März 2006      |      |
| 41     | Haumche      | Hohlwege bei Haumche                                                            | 4. April 2007     |      |
| 45     | Sebastopol   | Hohlwege an der B 54 und kleine Landwehr östlich der A 45 und nördlich der B 54 | 4. September 2007 |      |